# Harvey Lonsdale Elmes
Harvey Lonsdale Elmes (Chichester, 1813 – 26 novembre 1847) è stato un architetto britannico.

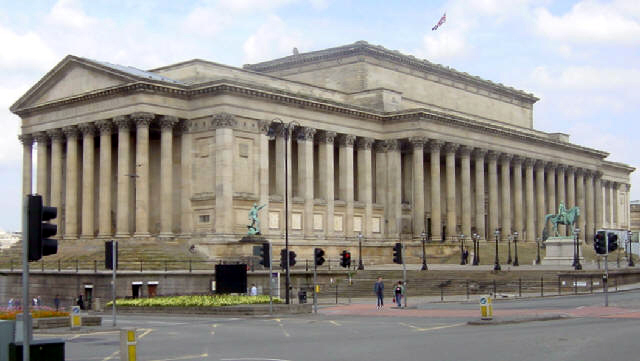
Saint George's Hall, Liverpool

Figlio di James Elmes, si formò con il padre, che fu peraltro editore e biografo di Christopher Wren.
Giovanissimo, verso la fine degli anni trenta del secolo vinse il concorso per la Saint George's Hall di Liverpool, una sorta di basilica civile; l'edificio, che con la sua massa articolata si allontana dalla purezza greca, rappresenta una delle principali opere del Neoclassicismo inglese.
Il complesso fu inaugurato solo nel 1854, alcuni anni dopo la morte prematura di Elmes; all'interno, l'opera fu portata a termine da Charles Robert Cockerell, che realizzò la raffinata Concert Hall.